# Vive la république (film, 1965)

Vive la république (At' zije republika) est un film tchèque réalisé par Karel Kachyňa en 1965. 

## Synopsis
Les tribulations d'Oldrich, un villageois de 12 ans complexé par sa petite taille, pendant la Seconde Guerre mondiale, entre le départ des troupes allemandes et l'arrivée de l'armée soviétique.

## Fiche technique
- Titre original : At' zije republika
- Réalisation : Karel Kachyňa
- Scénario : Karel Kachyna et Jan Procházka
- Directeur de la photographie : Jaromír Sofr
- Musique : Jan Novák, Zdenek Liska
- Décors Léos Karen
- Monteur : Miroslav Hájek
- Ingénieur du son : Jirí Lenoch
- Producteurs : Vladimir Vojta, Erik Hubácek
- Sociétés de production : Československý státní film, Filmové studio Barrandov et Cescoslovensky Armadni
- Sociétés de distribution :
  -  Tchécoslovaquie : Ustredni Pujcova Filmu
  -  France : Malavida (reprise cinéma et DVD)
- Pays :  Tchécoslovaquie
- Langue : tchèque
- Format : noir et blanc - 35 mm
- Genre : Drame
- Durée : 132 minutes (2 h 12)
- Dates de sortie : 
  -  Tchécoslovaquie 5 novembre 1965
  -  France : 25 juin 1968

## Distribution
- Zdeněk Lstiburek : Oldrich Vareka
- Nadézda Gajerová : la mère d'Oldrich
- Vlado Müller : le père d'Oldrich
- Gustav Valach : Cyril Vitlich
- Iva Janzurová : Bertina Petrzelová
- Jindra Rathová : la femme de Cyril
- Jaroslava Vyszlowzylova : Veverka
- Eduard Bredun : Vassili, un soldat russe